# Bun Bu
Bun Bu / Hej, Bun-Bu / Hej, Bumbu (jap. へーい!ブンブー Hey! Bumboo) – japoński serial anime wyprodukowany w 1985 roku przez Nippon Animation w reżyserii Eijiego Okabe i Kenjirō Yoshidy. 

## Fabuła
Serial opowiada o przygodach żółtego samochodzika imieniem Bun Bu, który potrafi mówić. Jego najlepszym przyjacielem jest mały chłopiec – Ken. Razem przeżywają niesamowite przygody i unikają pułapki zastawione przez podstępnego magika.

## Bohaterowie
- Bun Bu – główny bohater anime. Samochodzik koloru żółtego. Potrafi mówić.
- Ken – chłopiec, najlepszy przyjaciel Bun Bu.

## Obsada (głosy)
- Masako Nozawa jako Bun Bu
- Chika Sakamoto jako Ken

## Wersja polska
W Polsce serial był emitowany od 8 stycznia 1991 roku na kanale TVP1 we wtorkowej Wieczorynce oraz w 1992 roku na kanale TVP3 Regionalna. Wersja z japońskim dubbingiem i polskim lektorem, którym był Stanisław Olejniczak.

## Lista odcinków
Tytuł polski / Tytuł francuski
1. La naissance de Boumbo
2. Un heureux événement
3. La course automobile
4. Un gros rhume
5. Piranhas, mangeurs d'hommes
6. Trzęsienie ziemi / Tremblement de terre
7. L'indien menteur
8. Trésor sous les mers
9. Chère maman
10. Le camion de la terreur
11. Les montagnes russes
12. Le requin mangeur d'hommes
13. Le pauvre âne
14. Le désert de la terreur
15. Le fantôme solitaire
16. Premiers pas
17. Mal de dents
18. Histoire de gorille
19. Vole, petit avion
20. Petit éléphant perdu
21. La glace à la vanille
22. Fou-rire
23. Boumbo au Pôle Nord
24. Boumbo et le monstre
25. L'enlèvement de Boumbo
26. Les cambrioleurs
27. Boumbo a faim
28. Boumbo et les oisillons
29. Boumbo au cirque
30. Le mal de ventre
31. Les citrouilles
32. La fuite de Tommy
33. Le voleur
34. Passager clandestin
35. Le ballon fantaisiste
36. Le vaisseau fantôme
37. Boumbo à la montagne
38. Drame dans un nid d'oiseau
39. L'araignée
40. Boumbo modèle
41. L'énigme du sphinx
42. La dispute
43. Ensemble à jamais
44. Premier amour de Monsieur
45. Boumbo et le pétrole
46. Les trois prophéties
47. L'étrange magicien
48. Le pont de corde
49. Opération canal
50. La chasse au trésor
51. Stationnement interdit
52. Boumbo vedette
53. L'apprenti secouriste
54. La voiture sans moteur
55. Boumbo dresseur de chiens
56. Les séances de yoga
57. Lotion capillaire
58. Boumbo se fait laver
59. Boumbo téléguidée
60. Panique chez les cow-boys
61. Le carrosse de Cendrillon
62. L'enfant mystérieux
63. Boumbo et le vampire
64. Le terrain de jeu
65. Le diamant du lion
66. La leçon de patins à roulettes
67. Boumbo et le miel
68. La roue avant
69. Boumbo et l'agneau
70. Boumbo transformé en tigre
71. Le perroquet capricieux
72. À la recherche des œufs d'or
73. Le hoquet
74. Le vieil homme et le lac
75. Auto-stop
76. La monnaie du singe
77. La carte du trésor
78. L'enfant magicien
79. Boumbo et l'explosion
80. Monsieur a disparu
81. Królewna Śnieżka / Étrange Blanche-Neige
82. Boumbo et la corrida
83. Labirynt / Le jeu du labyrinthe
84. Pożar / Au feu
85. La course de pirogues
86. Le gâteau
87. Boumbo et le détective
88. Le dernier voyage
89. Sadownicy / Le fermier et sa femme
90. L'explosion
91. Wyścig żółwia z zającem / Żółw i zając / Le lièvre et la tortue
92. Le cheval de Troie
93. Boumbo joue au football
94. Le sauvetage
95. Le concours automobile
96. Au secours des papillons
97. Le combat des dieux
98. Au pays des samouraïs
99. Le Noël de Boumbo
100. La maison hantée
101. Les moustiques
102. Boumbo heureux
103. Le trésor dans le champ
104. La voiture de police peureuse
105. La traversée terrifiante
106. La poursuite dans le brouillard
107. La machine infernale
108. Persée et la méduse
109. La momie qui danse
110. Le retour de maman
111. Le phare
112. Voyage dans l'espace
113. Le voleur de trompettes
114. Le faon perdu
115. Le concours gastronomique
116. Le bébé autruche
117. Le petit kangourou
118. Traktor / Tractor Bo
119. Le monstre du lac
120. Le tapis volant
121. La gourmandise : un vilain défaut
122. Boumbo détective
123. Le roi du rodéo
124. La petite vendeuse d'allumettes
125. L'ultime tentative
126. L'amour de Boumbo
127. Les retrouvailles